# Инженер-капитан 2-го ранга
Инженер-капитан 2-го ранга (после 1971 года — капитан-инженер 2-го ранга) — воинское звание в Рабоче-Крестьянском Красном флоте СССР, а затем в Военно-морских силах СССР для старшего инженерно-технического состава.
Выше инженера-капитана 3-го ранга и ниже инженера-капитана 1-го ранга. Соответствует званиям подполковник и старший батальонный комиссар, капитан государственной безопасности; аналог воинского звания капитан 2-го ранга в советском, российском и иностранных военно-морских флотах.